# Alexander Granzow
Alexander Granzow (Buchholz in der Nordheide, 23 aprile 1990) è un attore tedesco.

## Biografia
Granzow è cresciuto a Jesteburg. Ha preso lezioni di recitazione tra il 2006 e il 2007 e ha approfondito le stesse con l'attrice Loretta Wollenberg. Dopo aver lasciato la scuola ha voluto iniziare la formazione come venditore di auto, attività mai avviata. Ha ottenuto la parte di Max Olsen in My Life e mentre interpretava quest'ultimo, nell'estate 2008 ha lavorato anche in La nostra amica Robbie (Hallo Robbie!) e in 112 – Sie retten dein Leben; ma la sua "occasione", anche se da non protagonista, è stata quella di interpretare Lars Lenz in Alisa - Segui il tuo cuore.

## Filmografia
- 2007 - 2008: My Life, Max Olsen. ARD
- 2008: 112 - Sie retten dein Leben RTL Television
- 2008: La nostra amica Robbie (Hallo Robbie!) ZDF
- 2009 - 2010: Alisa - Segui il tuo cuore, Lars Lenz. ZDF
- 2010: Finalmente arriva Kalle, episodio. ZDF

## Teatro
- 2006: Freunde (Hamburger Haus), Narratore.
- 2008: Romeo e Giulietta, Romeo.